# William James Müller

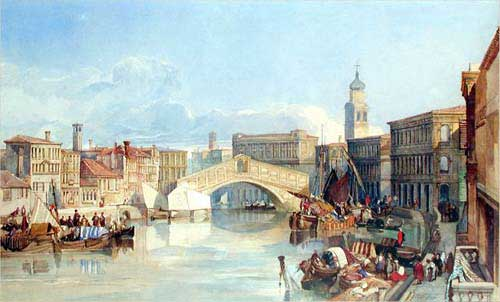
William James Müller, Puente de Rialto, Venecia, acuarela, 1835.

William James Müller (28 de junio de 1812, Bristol - 28 de septiembre de 1845, ibíd.) fue un paisajista y pintor inglés, de origen prusiano. 

## Datos biográficos
Hijo de un conservador del museo de Bristol, comenzó sus estudios de pintura con J.B. Pyne. Sus temas iniciales están dedicados principalmente a los paisajes de Gloucestershire y Gales, y aprendió mucho de su estudio de las obras de Claudio de Lorena, Ruysdael, y de los primeros pintores de paisaje. En 1833 figuró por primera vez en la Royal Academy con su "Destrucción del viejo puente de Londres-mañana " y al año siguiente, realizó una gira por Francia, Suiza e Italia. 
Cuatro años más tarde visitó Atenas, extendiendo sus viajes a Egipto; en los dibujos ejecutados durante este período y los cuadros que produjo a partir de éstos, su poder e individualidad son evidentes. Poco después de su regreso dejó Bristol y se estableció en Londres, donde expuso regularmente. En 1840 volvió a visitar Francia, donde realizó una serie de bocetos de arquitectura renacentista, veinticinco de los cuales fueron litografiados y publicados en 1841, en un portafolio titulado "La era de Francisco I de Francia."
En 1843, a petición propia y sufragando él mismo los gastos, se incorporó a la expedición del gobierno inglés a Licia, donde hizo una serie magistral de bocetos. Murió en Bristol el 8 de septiembre de 1845. 
El gabinete de grabados del Museo Británico posee, a través del legado de John Henderson, una rica colección de dibujos de Müller. Una biografía de Nathaniel Neal Solly se publicó en 1875. 
Müller está enterrado en el cementerio Unitarian, cementerio de Brunswick, frente a Brunswick Square, Bristol. Su tumba está marcada por una simple losa negra de piedra pulida con la inscripción: "Consagrado a la memoria de William James Muller, quien murió el 8 de septiembre 1845 a los 35 años de edad". La edad indicada es contraria a la que aparece en los registros de entierros, que indican 33 años. Parece que la piedra del enterramiento actual puede ser relativamente moderna, ya que la tumba fue registrada como sin señalar en una inventario de 1970. Un busto del pintor se encuentra en la entrada del claustro en la Catedral de Brístol.

## Obras
Entre las mejores y más conocidas obras de William James Müller se incluyen las siguientes:
- paisajes de Gloucestershire y Gales.
- "Destrucción del viejo puente de Londres-mañana ", pintura.
- Dibujos del viaje a Francia, Suiza e Italia 1835.

Vista del Puente de Rialto de Venecia .
Vista del gran canal de Venecia 
- Dibujos y cuadros de Atenas y Egipto; 1838.

Vista del puerto de Rodas .
Vista de Luxor, en el Museo Británico  (enlace roto disponible en Internet Archive; véase el historial, la primera versión y la última).
Vista del mercado de esclavos de El Cairo .
- En 1840 visitó nuevamente Francia, donde realizó una serie de bocetos de arquitectura renacentista, veinticinco de los cuales eran litografías; publicados en 1841, en un portafolio titulado "La era de Francisco I de Francia."

- Dibujos de Licia,1843

Vista de tumbas en la roca en Tlos, Licia 
Vista de tumbas en la roca en Pinara, Licia
Sus obras se encuentran en diferentes museos, como el Birmingham Museum & Art Gallery donde se guardan dos acuarelas del viaje por Egipto; en el Museo Fitzwilliam de Cambridge, donde se guardan tres lienzos de paisaje de sus primeros años; en el Metropolitan Museum de Nueva York, donde se conservan acuarelas orientales y grabados del portafolio "La era de Francisco I de Francia."; en la Royal Academy de Londres; en el Amgueddfa Cymru - Museo Nacional de Gales, donde se exponen cuadros de su viaje a Italia